# ブーゲンビル島沖航空戦
ブーゲンビル島沖航空戦とは、1943年11月5日から12月3日までの間にブーゲンビル島周辺で日本海軍がアメリカ艦隊を攻撃した航空戦である。
アメリカ軍の上陸作戦阻止を目的としたろ号作戦中に発生した航空戦が11月6日の大本営発表で「ボーゲンビル島沖航空戦」と呼称されたことが始まりだが、この航空戦はろ号作戦後も続いて同名で呼称され、第六次まで続いた。同戦闘では大戦果が報告されたが、誤認であった。大本営発表時に使用された「ボーゲンビル島沖航空戦」と表記されることもある。

## 経緯

### 背景
1943年10月27日、米軍部隊はモノ島とスターリング島に上陸した。この両島が米軍に渡れば、ブーゲンビル島の日本の陸海軍部隊は危機に陥る情勢にあり、ラバウルの基地航空部隊は直ちにこの上陸部隊を攻撃した。28日、ブインとバラレの飛行場が空襲を受けたが、南東方面の海軍航空部隊の実働機数は少なかった。連合艦隊司令長官古賀峯一大将は、この事態に対応するため、トラックにあった第一航空戦隊の飛行機をこの方面に投入した。すでに他方面の増援可能な航空部隊の派遣も発令されていたので、南東方面には海軍の前線の航空兵力のほとんどが集められた状態になった。
11月1日、米軍はブーゲンビル島の西岸中部のトロキナ岬付近に上陸を開始、また別部隊がショートランド泊地周辺を砲撃した。日本海軍の基地航空部隊は、上陸部隊に空襲を行った。日本軍はこの日、第三艦隊司令長官小沢治三郎中将の率いる第一航空戦隊の半数と、南東方面艦隊司令長官兼第十一航空艦隊司令長官草鹿任一中将が率いる基地航空部隊の共同作戦となるろ号作戦を発令し、ブーゲンビル島周辺に来襲した連合軍上陸船団とその支援部隊の撃滅を企図した。2日にはブーゲンビル島沖海戦が発生し、その後も連日、米軍の上陸を巡る双方の空襲が展開されていた。

### ろ号作戦

#### 最初のブーゲンビル島沖航空戦
1943年11月6日、連合艦隊の遊撃部隊がラバウル港外で敵機の空襲を受けた。日没直後に途中まで零戦4機で援護されていた第一航空戦隊の艦攻14機は、空襲した兵力と思われるアメリカ空母部隊に雷撃し、日本は大型空母一隻轟沈、中型空母一隻撃沈を含む大戦果を報じた。また、大本営発表において「本航空戦ヲ「ボーゲンビル」島沖航空戦ト呼称ス」と報じられた。

#### 第二次ブーゲンビル島沖航空戦
1943年11月8日、ブーゲンビル島中部の海面にある米艦隊に攻撃するため、ブナカナウ基地から第一航空戦隊の艦爆26機、東基地から同戦隊の零戦40機（瑞鶴10機、翔鶴15機、瑞鳳15機）がその援護のために出撃、基地航空部隊の零戦31機が制空隊として先行していた。この攻撃隊はムッピナ岬周辺で輸送船団を発見して攻撃し、輸送船2隻、駆逐艦3隻の撃沈を報告。また、同岬の南西海面に大輸送船団と護衛の戦艦3隻を発見したという報告が入り、夜間雷撃を企図した陸攻16機、その援護の零戦13機が出撃して攻撃した。この日の航空戦も大戦果を挙げ、「第二次ボーゲンビル島沖航空戦」と名付けられた。

#### 第三次ブーゲンビル島沖航空戦

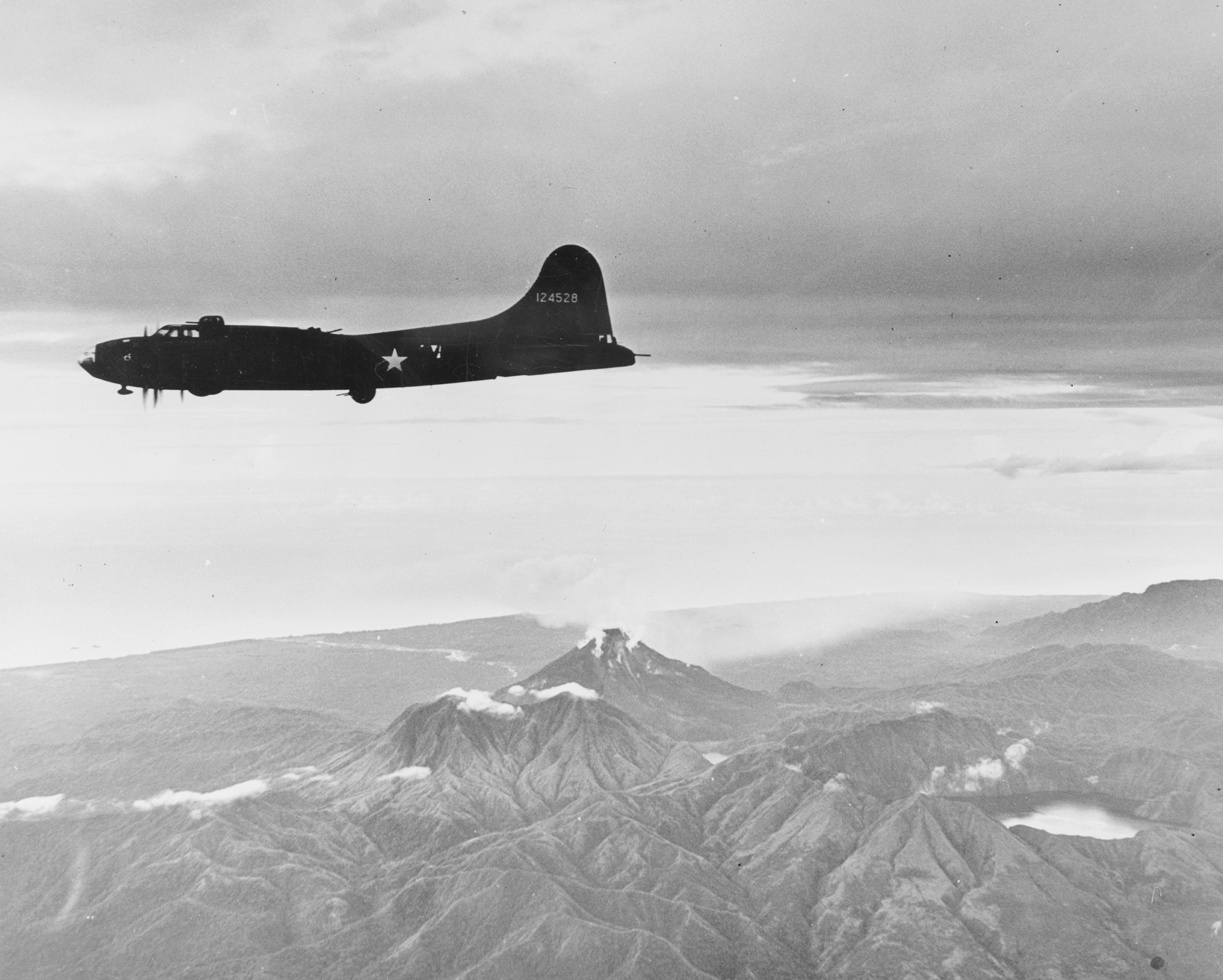
日本軍飛行場爆撃後、日本艦隊攻撃に向かうB-17（1942年11月11日）

1943年11月11日、ラバウルは米艦載機およびB-24よりなる部隊に空襲され、大きな損害を受けた。日本もブーゲンビル島の南西海面に空母を含む米艦隊を発見して攻撃し、大戦果を報じ、「第三次ボーゲンビル島沖航空戦」と名付けられた。

### ろ号作戦後
11月11日をもってろ号作戦は終了、第一航空戦隊はトラックへ後退した。一航戦が後退した後ラバウルの基地航空部隊には他方面から部隊が転用され、11月14日から17日の間に二八一空の零戦16機、五五二空の九九式艦爆25機、五三一空の天山艦攻12機がそれぞれラバウル、カビエンに進出し、この結果航空兵力は、戦闘機66機、艦爆37機、艦攻22機 陸攻30機 夜間戦闘機2機、水偵15機、陸偵1機 - 2機の約170機となったが、同方面で活動する連合軍航空機の兵力のわずか一割にすぎなかった。一航戦後退後もラバウルの基地航空部隊は米艦船に対する航空作戦を実施、南東方面艦隊司令長官の草鹿任一は11日、「ボ島方面来攻ノ敵ヲ海上二圧倒殲滅スルヲ主眼トシ併セテ敵ノニューブリテン来攻ノ企図ヲ挫折ス」と今後の作戦方針を打ち出した。
一方、11日にラバウルを襲ったシャーマン隊、モンゴメリー隊よりなる米機動部隊は、ガルヴァニック作戦に参加するためギルバート方面へ急行したのだが、12日以降も日本軍偵察機から「空母」発見の報告が相次いだ。当時タロキナ周辺海域には連合軍の輸送船団が頻繁に行き来しており、これらの船団は通常LSTとAPDなどから構成されていた。LSTは甲板上に構造物が少なく平らであるため、見慣れない者には空母に見誤りやすかった。同様に、旧式駆逐艦を改造したAPDは戦闘用艦艇に見誤りやすく、従ってこれらの船団は「機動部隊」と見誤る条件を揃えていた。

#### 第四次ブーゲンビル島沖航空戦
九三八空の水偵は12日の19時50分、モノ島の南東45浬に「空母2、巡洋艦4、駆逐艦3」からなる敵艦隊が北西に向かって航走しているのを発見、さらに九五八空の水偵が23時37分、ムッピナ角の南に「機動部隊」を再発見した。その後13日0時に七〇二空の陸攻7機（内一機は七五一空所属機）と二五一空の夜間戦闘機1機が、0時20分には七五一空の陸攻5機が攻撃に向かった。七五一空攻撃隊は目標を発見することはできなかったが、七〇二空攻撃隊は2時に二群の目標を捉え、同行した夜間戦闘機は2時20分 - 2時35分にかけて目標を銃爆撃後、電探防止銀箔を被襲撃側に散布し牽制した。陸攻隊は2時47分 - 3時15分にけかけて雷撃、1機が未帰還となり、触接機1機も帰らなかった。第五空襲部隊（第二十五航空戦隊を基幹とする部隊。この頃は七〇二空、七五一空など陸攻隊が中心だった）は戦闘概報で「中型空母（艦橋なし）一隻及戦艦（艦橋英新型戦艦類似）一席二 各改六魚雷一本命中 撃破 重巡（一部戦艦と誤認セルモノアリ）一隻及巡洋艦一隻 轟沈 駆逐艦一隻魚雷命中 炎上（撃沈各人）」と報じた。
大本営は一14日、13日の航空戦を「第四次ブーゲンビル島沖航空戦」と呼称、合わせて戦果を発表した。
- 重巡1隻、巡洋艦1隻 轟沈
- 駆逐艦1隻 撃沈
- 中型空母1隻、戦艦1隻 撃破

また第五空襲部隊はその戦闘概報の中で敵の対空砲火が相当に分散したことを認め、夜間戦闘機による牽制行動と銀箔の散布が有効であったとしている。
七〇二空が雷撃したのはタロキナから帰投する第3梯団を護衛中のメリル隊であり、巡洋艦デンバーの後部機械室魚雷が命中、同艦は4ノット半の速度で避退し、夜明け後救援の曳航船に引かれてパービス湾に帰投したのである。

#### 第五次ブーゲンビル島沖航空戦
第八艦隊司令部は16日16時30分、ショートランドの西方25浬に「敵大部隊（空母二隻を含む軽一八隻）ヲ確認ス」と報じ、九三八空の水偵は21時25分ムッピナ角の西50浬付近に「空母二隻」を基幹とする「機動部隊」の発見を報じた。水偵の報告により七五一空の陸攻6機、七〇二空の陸攻3機、五八二空の艦攻7機がそれぞれ23時15分から23時30分の間に発進、七〇二空隊と五八二空隊はムッピナ岬の西方35浬に「空母二隻を含む計八隻」の敵艦隊を敵を発見、0時55分から2時20分にかけてそれぞれ雷撃を実施した。七五一空隊が目標を発見したのは2時以降で、やはり「空母一隻を含む計六隻」の敵艦隊に対し3時50分までに雷撃を終了している。この二つの目標が同じものか別のものかは定かではなかったが、第五空襲部隊の戦闘概報では、第六空襲部隊（第二十六航空戦隊を基幹とした部隊。所属部隊は二〇一空、二〇四空、五八二空など）との協同攻撃として「大型空母一隻撃沈、中型空母一隻撃沈、他二巡洋艦一隻撃沈」と報じ、陸攻4機、艦攻1機が未帰還となった。また艦攻隊は単独攻撃で中型空母一隻を撃沈したと報じた
17日16時30分に大本営はこの日の戦闘を「第五次ブーゲンビル島沖航空戦」と呼称する旨を発表、合わせて戦果を発表した。
- 大型空母一隻 轟沈
- 撃沈 中型空母二隻、巡洋艦三隻、大型軍艦（艦種未詳）一隻

攻撃された部隊はLST8隻、APD8隻からなるタロキナ上陸第5梯団であり、この船団はタロキナの手前22浬で空襲を受け、1時50分に高速輸送艦「マッキーン」に魚雷一本が命中、20数分後に沈没している。この日、この方面には米空母は行動していなかった。
第六空襲部隊は夜間攻撃の戦果を拡大するため黎明攻撃を計画、4時25分、五〇一空の彗星3機、五八二空の九九式艦爆8機が二〇一空および二〇四空の零戦56機に護衛されてラバウルを発進、5時55分にタロキナ沖の輸送船団を攻撃した。大本営は18日午後にこの攻撃の戦果を発表した（発表した戦果は部隊が報告した戦果とほど同様である）。
- 撃沈 輸送船（中、小型）三隻
- 撃破 輸送船（小型）一隻、駆逐艦一隻
- 撃墜 二機
- 日本側の損害 自爆未帰還 合計10機

米軍側の資料によると「午前、輸送船8隻、駆逐艦10隻の攻撃に来襲、F4U2機喪失」とあるが艦船の損害については記載がなく不明である。

#### 第六次ブーゲンビル島沖航空戦
11月19日に連合軍がガルヴァニック作戦を開始して以降、戦局の焦点はギルバート、マーシャル方面に移行した（ギルバート・マーシャル諸島の戦い）。第一基地航空部隊のソロモン方面に対する航空作戦は、敵の奇襲に備えるための航空哨戒と、タロキナ揚陸点の物資集積所や建設中の飛行場に対する夜間攻撃といった間接的な任務に終始していたものの、陸攻隊、艦攻隊、水偵隊は連夜のごとく出撃している。ろ号作戦開始時、ラバウル周辺に配備されていた零戦は約175機だったが、母艦飛行機隊が後退した14日には50機程度に低下していた。その後増勢もあったが、17日の攻撃による損害と、22日に実施された航空撃滅戦により零戦隊は損耗を受け、11月中の零戦の損害は63機に達していた。こうした損耗の結果、以後積極的に航空作戦を実施することが叶わなかったのである。
12月2日の午後から3日の午後にかけて、日本軍の見張り所、彗星の哨戒機、偵察部隊の陸偵は次々シンボ島とモノ島の西方において「空母」を含む敵部隊が北上するのを発見した。これはLST8隻、LCI5隻、駆逐艦6隻からなるタロキナ輸送第9梯団であり、駆逐艦4隻に支援されて4日タロキナに揚陸を実施している。3日、草加任一中将はこの目標に対する薄暮攻撃を命令、第五空襲部隊の陸攻6機と爆装の月光1機が15時35分に、第六空襲部隊の艦爆17機と艦攻11機（うち天山6機）が16時にそれぞれラバウルを発進した。第六空襲部隊は17時55分、モノ島西方50浬に「空母四隻、戦艦二隻」を含む「27隻以上」の艦隊を発見、また先に出発していた陸攻の触接機もその5分後モノ島の西方30浬に「中型空母四隻、戦艦なるやも知れぬ艦一隻ないし二隻」を含む「十数隻」の艦隊を発見し吊光弾などで陸攻隊を誘導、月光は18時6分から20分にかけて特殊電波反射紙を散布した。両攻撃隊は18時10分から40分にかけての間に雷撃、爆撃、銃撃を実施、第六空襲部隊は総合戦果を「撃沈 空母三隻、戦艦一隻、甲巡一隻 撃破（撃沈概ネ確実） 甲巡一隻、駆逐艦一隻 撃破 戦艦一隻」と報じた一方、第五空襲部隊の戦闘詳報には「陸攻二機ハ視界極メテ不良ノ為 視認照準発射意ノ如クナラズ 敵機ノ妨害ヲ受ケ一時避退中敵ヲ見失ヒ 二一三〇迄索敵セルモ遂ニ補足スルニ至ラズ…」と記されている。またこの攻撃で陸攻2機、艦攻6機、艦爆2機が未帰還となった。
大本営は5日15時、本航空戦を「第六次ブーゲンビル島沖航空戦」と呼称する旨を発表、合わせて戦果も発表された。
- 撃沈 空母三隻、戦艦一隻、甲巡一隻
- 撃破（撃沈概ネ確実） 甲巡一隻、駆逐艦一隻
- 撃破 戦艦一隻

第一時から第四時までのブーゲンビル島沖航空戦には戦果確認機が派遣されたことはなく、第五次ブーゲンビル島沖航空戦の際、艦攻1機が全機の攻撃終了まで戦場にとどまっていたのみであった。このため横須賀航空隊戦訓調査委員会は11月下旬に「夜間戦果確認ハ一般ニ困難ナルヲ以テ 翌朝ノ索敵等ニ依リ之ガ確認ノ手段ヲ講ズルヲ可トス」と指摘、このためか南東方面部隊司令部は12月3日深夜、翌日の作戦に関して「第六空襲部隊ハ（ボ島）西岸ノ偵察及戦場付近ノ捜索ヲ実施シ戦果確認資料ノ獲得ニ努ムベシ」と命令している。
4日朝の陸偵は「ガゼレ湾に巡洋艦一隻、駆逐艦二隻、輸送船四席、大発多数」の発見を、彗星は「モノ島西方に巡洋艦四席北上」の発見をそれぞれ報告したが、前夜の航空戦の戦果を証明する材料にはならなかった。

## 戦果

### 日本の報告
ブーゲンビル島沖航空戦（11月5日）
- 大本営発表

大型空母1隻 轟沈
戦艦3隻、駆逐艦3隻、輸送船3隻 撃沈
中型空母1隻、大型巡洋艦2隻、巡洋艦（もしくは大型駆逐艦）2隻 撃破
日本側の損害 未帰還3機
第二次ブーゲンビル島沖航空戦（11月8日）
- 大本営発表

巡洋艦2隻 轟沈
戦艦3隻、駆逐艦3隻、輸送船3隻 撃沈
戦艦1隻、大型巡洋艦（もしくは大型駆逐艦）3隻以上、大型輸送船1隻 撃破
撃墜12機以上
日本側の損害 自爆未帰還15機
（追加）
戦艦1隻（既報撃破戦艦1隻）
大型巡洋艦3隻、巡洋艦（もしくは大型駆逐艦）1隻
撃墜3機
日本側の損害 自爆未帰還5機
第三次ブーゲンビル島沖航空戦（11月11日）
- 大本営発表

巡洋艦（もしくは大型駆逐艦）1隻 轟沈
戦艦1隻、大型空母2隻、大型巡洋艦1隻、巡洋艦（もしくは大型駆逐艦）3隻、駆逐艦1隻 撃破
撃墜2機
日本側の損害 自爆未帰還30機
第四次ブーゲンビル島沖航空戦（11月13日）
- 大本営発表

重巡1隻、巡洋艦1隻 轟沈
駆逐艦1隻 撃沈
中型空母1隻、戦艦1隻 撃破
日本側の損害 自爆未帰還2機
第五次ブーゲンビル島沖航空戦（11月17日）
- 大本営発表

大型空母一隻 轟沈
撃沈 中型空母二隻、巡洋艦三隻、大型軍艦（艦種未詳）一隻
日本側の損害 自爆未帰還5機
（夜間）
撃沈 輸送船（中、小型）三隻
撃破 輸送船（小型）一隻、駆逐艦一隻
撃墜 二機
日本側の損害 自爆未帰還 合計10機
第六次ブーゲンビル島沖航空戦（12月3日）
- 大本営発表

撃沈 空母三隻、戦艦一隻、甲巡一隻
撃破（撃沈概ネ確実） 甲巡一隻、駆逐艦一隻
撃破 戦艦一隻
日本側の損害 自爆未帰還10機

### アメリカ軍の損失
以上を合計すると空母7、戦艦7、巡洋艦9ほかを沈めたことになるが、この航空戦の期間中における米艦隊の損害は、17日に日本機により撃沈された駆逐艦マッキーン一隻のみであった。

### 戦果誤認の原因
同航空戦などで発生した戦果誤認の原因は複数ある。
まず艦形の誤認について、新造艦や当時米軍が大量に建造した輸送艦などは、情報も限られるため誤認しやすかった。攻撃時の防御砲火の閃光や砲煙、煙突や煙幕展張時の炎や煙、高速航行による波浪や航跡流、また雷光なども搭乗員にとっては爆弾や魚雷の命中と錯覚する可能性がある。攻撃時の自爆の火炎や水柱は魚雷命中と誤認しやすく、夜間において自爆機の火炎はその視線上にある敵艦船が火炎に包まれたように見えるのは当然であるとしている。また航走時における魚雷の自爆や至近弾の水柱も魚雷命中と誤認しやすく、演習時にこれらの経験を得ることはまずないので、最初の実見においてこれを識別することはほとんどできず、実戦経験の不足が原因という意見もある。
また現地司令部も、生命をかけて戦った部下の報告を無下に否定することは忍びがたく、戦果の証明も遠い将来は別として早急には行われがたく、そのような時期がくるかどうかも当時は定かではなかった。上級司令部および大本営は、担当司令部が報告した内容に自己判断で変更するのは担当司令部に対する「不審」と考えられる可能性があり、客観的な証拠（連合国の発表は必ずしも正確ではないと当時思われていた）がない限り、無修正という無難な方法をとりやすいのが実情だった。
もっとも、参加搭乗員も上級司令部も発表された戦果が真実と思っていたわけではなく、ある程度割り引いて考えられてはいたが、それでも現実との差があった。こうした戦果誤認がこれ以後の軍令部、連合艦隊の作戦指導に影響を与えたのは事実だったが、当時軍令部でも敵空母の見積もりには神経を使っていた。1944年1月下旬に軍令部が判断していた、対日戦に使用されている米空母の見積もりは正規空母15隻、護衛空母15隻とあり、ほぼ実数に近い。また敵空母の見積もりについては、現地司令部も様々な情報を基に判断しており、当時南東方面艦隊の首席参謀であった佐薙毅の1943年12月17日付業務日誌によれば「固有及び改装計十二を対日戦に使用 特空母四五隻中一五 - 一六隻（改装空母とはインディペンデンス級を、特空母とは護衛空母をさすと思われる）が太平洋にあり、うち八隻が南太平洋方面にあり。計二〇隻が撃沈破、数が合わぬ。空母に似たもの戦車運搬艦なり」と記されている。ここに記されている「わが戦果」とは、11月から12月にかけて起こったブーゲンビル島沖、ギルバート諸島沖、マーシャル諸島沖の各航空戦の総合戦果をさす。
大本営発表で報じられた戦果は、第三艦隊司令長官小沢治三郎中将と南東方面艦隊司令長官兼第十一航空艦隊司令長官草鹿任一中将の名前で提出された報告によるものであり、これら指揮官とその参謀長はいずれも航空の専門家ではなかった。
大本営軍令部作戦部長だった中沢佑少将は、同航空戦やギルバート諸島沖航空戦における大戦果に関し、当時、連合艦隊司令部の報告から不確実を削除し、同司令部に戦果確認に一層配慮するように注意喚起していたが、同司令部より「大本営は、いかなる根拠をもって連合艦隊の報告した戦果を削除したのか」と強い抗議電が参謀長名（福留繁中将）で打電され、結局反論できず、うやむやになったという（そのため、1944年10月に福留中将が第二航空艦隊長官として実施した台湾沖航空戦でも誤認戦果をそのまま報じることになった）。またこの報告に対し、情報担当の軍令部五課は戦果はほぼ無いと判断しており、中沢はこの経験から作戦部に現地戦果の三分の一が実際の戦果と考えるように指導した。
大本営参謀本部情報参謀だった堀栄三陸軍中佐は、1943年12月当時に米軍戦法の研究のため各種の統計をとっている際、ブーゲンビル島沖海戦とギルバート諸島沖航空戦の戦果に疑問を感じたという。戦果報告は合わせて撃沈だけでも戦艦3、航空母艦14、巡洋艦9、駆逐艦1、その他4。撃破は、戦艦2、航空母艦5、巡洋艦3、駆逐艦6、その他2。さらにマーシャル諸島沖航空戦の戦果は「撃沈 中型空母1 大破 大型空母1」であった。これらの戦果がすべて正しいとすると、この時点で計算上は米海軍に空母は一隻もなく、米機動部隊の活動能力はゼロであるはずだった。それならばもう太平洋の戦いの勝敗は決着しているはずにもかかわらず、現実には米海軍の攻勢は奇襲が強襲に代わりむしろ勢いを増すばかりであった。「海戦」と名のつくものの戦果の歯切れの悪さに比べると、「航空戦」の戦果はいつも突出していた。そこに注目した堀は「第一線の航空部隊では、各飛行機の報告をどのように審査しているのだろう？」という疑問を持つようになった。調査した結果わかったことは、真珠湾攻撃の際は攻撃後に航空機による写真撮影が行われ、そこで戦果の確認がなされたが、その後の航空戦では真珠湾攻撃の時のような戦果の確認ができていないということだった。そのため現地の司令官も搭乗員の報告を信ずるより他なく、また搭乗員の報告も、戦闘参加者以外の誰かが写真撮影などで冷静に戦果を見届ける手段がない限り、極限に立たされた人間には微妙な心理が働き、誇大報告は避けられないと堀は結論づけている。

## 影響
度重なる日本海軍の攻撃にもかかわらず、12月5日には連合軍のタロキナ飛行場の完成が飛行偵察によって報告され、16日早朝に偵察に出発した一〇〇式司令部偵察機は、タロキナ飛行場に戦闘機約70機の集結を報じた。この事態に対して翌日以降ラバウルに対する空襲が懸念されたが、南東方面艦隊は15日に連合軍が上陸したニューブリテン島西部のマーカス岬への対応に航空兵力を投入する他はなく、ブーゲンビル島方面に対しては偵察、哨戒が限度で、攻撃隊を出撃させる余裕はなかった。翌17日朝、おそれていた通りソロモン方面から戦闘機を含む「約四〇機」がラバウルに来襲した。12月17日現在のソロモン航空部隊の保有機数は632機に達し、この兵力によって北部ソロモン（ブカ、ブイン、バラレ、ショートランド）の各基地は制圧され、同方面に最後まで残っていた九三八空の水偵隊も12月17日 - 18日にかけてブカ基地を去り、ソロモンから日本軍の航空戦力は姿を消してしまった。その結果ラバウルは孤立し、17日以降、年をまたいで翌年2月まで連合軍はラバウルに戦爆連合による空襲を連日実施した。ブーゲンビル方面への輸送は空襲の激化のため、11月30日にブカ島へ2隻の船が到着したのが最後であった。こうして連合軍は当初目論み通りの状況を達成した。
同航空戦などで発生した海軍のアメリカ機動部隊に対する戦果誤認を基に、第8方面軍司令長官の今村均はブーゲンビル島守備の第17軍司令官百武晴吉に対し「海空軍の数次にわたる大戦果に鑑み、当面の敵（ブーゲンビル島タロキナへ上陸した米海兵隊師団）を撃摧するは此の時を逸して期待し難し」と判断し「必至敢闘」の訓示を伝達、タロキナへ上陸した連合軍部隊をすみやかに撃滅することを命じる結果となり、その後第17軍に対する補給は空襲の激化で11月いっぱいをもって途絶え、彼らは連合軍以外に疫病と飢餓という見えない敵と戦いながら終戦まで苦しむ結果となった。